# Jessica sergipana
Jessica sergipana là một loài nhện trong họ Anyphaenidae.
Loài này thuộc chi Jessica. Jessica sergipana được Antonio D. Brescovit miêu tả năm 1999.